# ジャン＝フランソワ・ヘイデンレイシュ
ジャン＝フランソワ・ヘイデンレイシュ（フランス語: Jean-François Heidenreich、1811年3月28日 - 1872年3月29日）は、フランスの死刑執行人（ムッシュ・ド・パリ）である。
1849年から1872年までムッシュ・ド・パリを務めた。

## 経歴
- 1811年3月28日 18時6分以降にシャロン＝シュル＝ソーヌの死刑執行人を務めたフランソワ・ジョセフ（フランス語: François-Joseph）の息子として生まれる。
- 1849年 ムッシュ・ド・パリに就任する。
- 1870年11月25日 死刑執行人をフランス全土で1人にする法令が出され他の26人の死刑執行人が職を失う。
- 1871年1月1日 ジュラ県の死刑執行人だったニコラ・ロシュが第一助手に就任する。
- 1871年2月5日 病気により助手のニコラ・ロシュをムッシュ・ド・パリ代理にする。
- 1872年3月29日 病気で死亡する。